# I Zlatans fotspår
I Zlatans fotspår är en svensk dokumentärserie i åtta delar där fotbollsstjärnan Zlatan Ibrahimovićs juniortränare Ola Gällstad och Johnny Gyllensjö tar ut några av de största pojkfotbollstalangerna i Malmöregionen. Allt från teknik, fysik och spelförståelse till mental styrka och motivation utvärderas och man får även följa spelarnas liv vid sidan av fotbollen och i respektive klubblag. En vinnare utses och belönas med en resa till Barcelona och ett möte med Zlatan Ibrahimović själv. 
De nio spelare som valdes ut blev Ali Jamil, Erik Pärsson, Kevin Mugosa, Kevin Weclewicz, Nikola Zivanović, Phillip Nantas, Saman Ghoddos, Tibor Cica, Jasmin Mujkanovic och Ajem Agej. 16-åriga Tibor Cica från IF Limhamn Bunkeflo vann och fick träffa Zlatan.
Serien är producerad av Nils Byrfors, Dobb Production AB för Sveriges Television.